# Гаврилов Андрій Володимирович
Андрі́й Володи́мирович Гаври́лов (род. 21 вересня 1955, Москва) — піаніст і диригент. Отримав  всесвітню популярність у 1970-і роки як музичний вундеркінд. З 1984 року Гаврилов живе за кордоном (останні 15 років — у Швейцарії). Є громадянином чотирьох країн — СССР (і його правонаступниці — Росії), Великої Британії, Німеччини, Швейцарії[2].

## Біографія
Народився у Москві. Освіту отримав у Центральній музичній школі та Московській консерваторії, яку закінчив у класі Л. Наумова 1979 року. Будучи студентом консерваторії, 1974 року став переможцем Міжнародного конкурсу ім. П. І. Чайковського, що відкрило піаністові шлях до міжнародних гастролей. На міжнародній сцені дебютував у цьому ж році на Зальцбурзькому фестивалі. Невдовзі випадок звів Андрія Гаврилова з Ріхтером, і вони разом виконали і записали сюїти Генделя. 1976 року він виступав на фестивалі Royal Festival Hall в Лондоні. 1978 піаніст здійснив перше концертне турне з оркестром Берлінської Філармонії, в рамках якого музиканти дали 30 концертів у найбільших містах світу. 
У 1979 органи КДБ заборонили Андрію Гаврилову виїжджати за кордон, у нього забрали закордонний паспорт і квиток на гастролі, а також відключили телефон. Музикант зазнав примусового психіатричного лікування, перебував під домашнім арештом і під постійним наглядом КДБ. 
1985 року Гаврилову вдалось з допомогою подруги, дочки високопоставленого радянського чиновника, виїхати з СРСР в Англію. Гаврилов принципово не просив політичного притулку, оскільки вважав, що настав час вільного переміщення радянських громадян. Запит Гаврилова про надання йому можливості вільного переміщення схвалили керівники обох країн — Маргарет Тетчер і Горбачов: Гаврилову зберегли радянське громадянство і видали  «вільний закордонний паспорт» СРСР. Гаврилов став, за його словами, першим радянським артистом, який «вільно виїхав за кордон».
З 1985 року з перервою в 1994—2000 роках, артист веде активну концертну діяльність у країнах Європи та в Японії.
У 1998 Андрій Гаврилов включений в число найбільших виконавців 20-го століття групою «Філіпс».
У 2000-му році він занесений до «Золотої зал слави» університетом Кембридж.
У 2014 році піаніст відмовився від гастролей Росією через незгоду з агресивною політикою: 
|  | До захоплення Росією Криму в мені жевріла надія, що Росія не піде до кінця шляхом шаленого неофашизму. Після цієї події мені вдруге довелося попрощатися з історичною батьківщиною. Вона смертельно хвора. |

. В 2016 році Гаврилов вперше гастролював в Україні - у Львові, у 2017 провів тур у п'яти містах України, зокрема 11 квітня в Києві, де втрапив у конфліктну ситуацію з ректором НМАУ. 

## Сім'я
- батько — радянський художник Володимир Миколайович Гаври́лов (1923—1970)
- мати — Асанетта Егисерян, родом зі вірмен, що врятувалися від геноциду, визначна радянська піаністка; учениця Генріха Нейгауза
- брат — художник Ігор Гаврилов
- дружина — Юка Гаврилова, японська піаністка
- син — Арсеній, нар. 2002